# Telectadium dongnaiense
Telectadium dongnaiense är en oleanderväxtart som beskrevs av Jean Baptiste Louis Pierre och Julien Noël Costantin. Telectadium dongnaiense ingår i släktet Telectadium och familjen oleanderväxter. Inga underarter finns listade i Catalogue of Life.